# 3 amigos (revista de PPC)
3 amigos fue una revista juvenil, editada por la editorial madrileña PPC Juvenil entre 1956 y 1962, con periodicidad mensual.

## Contenido
| Años         | Números | Título                          | Historias                                                              | Guionista                 | Dibujante    | Procedencia                   |
| ------------ | ------- | ------------------------------- | ---------------------------------------------------------------------- | ------------------------- | ------------ | ----------------------------- |
| 1956-        | 1-      | Aventuras de Paco, Pepe y Colas |                                                                        | Cruz Delgado              | Cruz Delgado | Nueva                         |
| 1956         |         | Tom y Terry y su mascota Silvi  |                                                                        | Federico Amorós, J. Feliu | José Grau    | Nueva, pasó a Duwarín en 1962 |
| 04/1957-1961 |         | Las aventuras de Tintín         | El Secreto del Unicornio El Tesoro de Rackham El Rojo El Caso Mariposa | Hergé                     | Hergé        | Tintín                        |
| 1957         |         | La Pandilla                     |                                                                        | Jor.Dom                   | Jor.Dom      | Nueva                         |
| 1958         |         | Conquistadores del espacio      |                                                                        |                           | Boixcar      | Nueva                         |
| 1959         |         | Capitán Durán                   |                                                                        | Miguel González Casquel   | José Laffond | Nueva                         |
| 1959         |         | La odisea del Capitán Anderson  |                                                                        | José María Pérez Lozano   | Crespo       | Nueva                         |
| 1959         |         | Diego Mairena                   |                                                                        | Sara                      | F. Bielsa    | Nueva                         |
| 1960         |         | Aventuras de Paco, el Rápido    |                                                                        | Gustavo Alcalde           | Cruz Delgado |                               |
| 1960         |         | Historia del fútbol español     |                                                                        | Félix Martialay           |              | Nueva                         |
| 1961         |         | Historia del fútbol español     |                                                                        | Félix Martialay           |              | Nueva                         |